# 공영애
공영애(孔英愛, 1963년 8월 20일 ~)은 대한민국의 제8·9대 경기도 화성시의원이었다.

## 학력
- 덕성여자대학교 약학과 졸업

## 경력
- 화성시약사회 여약사회장
- 경기도약사회 상임이사
- 2016년 3월 21일 ~ 2018년 5월 14일: 제9대 경기도의회 의원(비례대표, 새누리당→자유한국당)
- 2018년 7월 1일 ~ 2022년 6월 30일: 제8대 경기도 화성시의회 의원
- 2022년 7월 1일 ~ 2024년 1월 10일: 제9대 경기도 화성시의회 의원

## 역대 선거 결과
|  | 47.59% |

|  | 21.44% |

|  | 31.27% |